# Malawi nos Jogos Olímpicos de Verão de 1992
Malawi competiu nos Jogos Olímpicos de Verão de 1992 em Barcelona, Espanha.

## Resultados por Evento

### Atletismo
800 m masculino
- Francis Munthali
  - Eliminatórias — 1:56.69 (→ não avançou)

10.000 m masculino
- John Mwathiwa
  - Eliminatórias — 29:54.26 (→ não avançou)

Maratona masculina
- Smartex Tambala — 2:29.02 (→ 63º lugar)

800 m feminino
- Prisca Singano
  - Eliminatórias — 2:20.84 (→ não avançou)